# ボリス・ジュリアスコフ
ボリス・ジュリアスコフ（Борислав Желязков / Borislav Jeliazkov、1971年1月8日 - ）は、ブルガリアの男性総合格闘家。ソフィア出身。リングス・ブルガリア所属。

## 来歴
1994年と1996年のブルガリア国内でのレスリングの大会で優勝した。
1997年にリングスに初参戦。リングス・ブルガリアの代表ニコラ・ザハリエフの強い推薦により、その年に開催されたワールドメガバトルトーナメント1997にエントリーされ、高阪剛と対戦した。高いポジショニング技術を見せるも、7つのロープエスケープを奪われ、判定負けを喫した。
1999年に第1回リングスKOKトーナメントに出場（出場予定だったヨープ・カステルの代役）。ティム・ラジックに裸絞めで一本勝ち。2回戦では田村潔司と対戦し、優位に立つ場面もあったが裸絞めで一本負けを喫した。
初参戦からグラウンドでのポジショニングは高い技術を持っていたが、関節技を使えなかったため決め手に欠くことも多かった（非常に端正な顔立ちをしていたこともあり「顔も決め手も甘い」と揶揄された）。しかし前述のKOKトーナメントでは反則技とは言えヒールホールドを繰り出し、当時WOWOWの中継でも放送席にいた面々がその成長に目を見張った。

## 戦績
| 総合格闘技 戦績 | 総合格闘技 戦績 | 総合格闘技 戦績 | 総合格闘技 戦績 | 総合格闘技 戦績 | 総合格闘技 戦績 | 総合格闘技 戦績 |
| --------------- | --------------- | --------------- | --------------- | --------------- | --------------- | --------------- |
| 12 試合         | (T)KO           | 一本            | 判定            | その他          | 引き分け        | 無効試合        |
| 4 勝            | 1               | 3               | 0               | 0               | 0               | 0               |
| 8 敗            | 3               | 4               | 1               | 0               | 0               | 0               |

| 勝敗 | 対戦相手                     | 試合結果                           | 大会名                                                                                           | 開催年月日     |
| ×    | イリューヒン・ミーシャ       | 2R 2:06 腕ひしぎ十字固め           | リングス 10th ANNIVERSARY WORLD TITLE SERIES 【ワールドタイトル決定トーナメント ヘビー級 1回戦】 | 2001年6月15日  |
| ○    | コンスタンティン・ウリャドフ | 1R 3:09 チョークスリーパー         | Rings Russia: Russia vs. Bulgaria                                                                | 2001年4月6日   |
| ×    | 柳澤龍志                     | 1R 3:45 アンクルホールド           | リングス KING of KINGS Aブロック 【1回戦】                                                       | 2000年10月9日  |
| ○    | イゴーリ・ペルミノフ         | 1R 1:15 KO（ボディへの膝蹴り）     | Rings Russia: Russia vs. The World                                                               | 2000年5月20日  |
| ×    | ボビー・ホフマン             | 1R 8:00 KO（パンチ）               | リングス Millennium Combine                                                                      | 2000年4月20日  |
| ×    | 田村潔司                     | 2R 1:17 チョークスリーパー         | リングス RISE 7th KING of KINGS Bブロック 【2回戦】                                              | 1999年12月22日 |
| ○    | ティム・ラジック             | 1R 2:23 チョークスリーパー         | リングス RISE 7th KING of KINGS Bブロック 【1回戦】                                              | 1999年12月22日 |
| ×    | 坂田亘                       | 6:49 腕ひしぎ十字固め              | リングス RISE 4th                                                                                | 1999年6月24日  |
| ○    | 坂田亘                       | 8:28 袈裟固め                      | リングス RISE 1st                                                                                | 1999年3月22日  |
| ×    | 山本宜久                     | 6:01 TKO（右掌底）                 | リングス WORLD MEGA-BATTLE TOURNAMENT 1998 〜第1回国別対抗戦FNRカップ〜 Aブロック・1st ROUND     | 1998年10月23日 |
| ×    | クリストファー・ヘイズマン   | 8:30 TKO（3ダウン）                | リングス CAPTURED 〜AKIRA MAEDA LAST MATCH〜                                                     | 1998年7月20日  |
| ×    | 高阪剛                       | 30分終了 判定（ロストポイント7-0） | リングス WORLD MEGA-BATTLE TOURNAMENT 1997 1回戦 【1回戦】                                       | 1997年10月25日 |